# Reichenau (camp d'éducation par le travail)
Pour les articles homonymes, voir Reichenau.

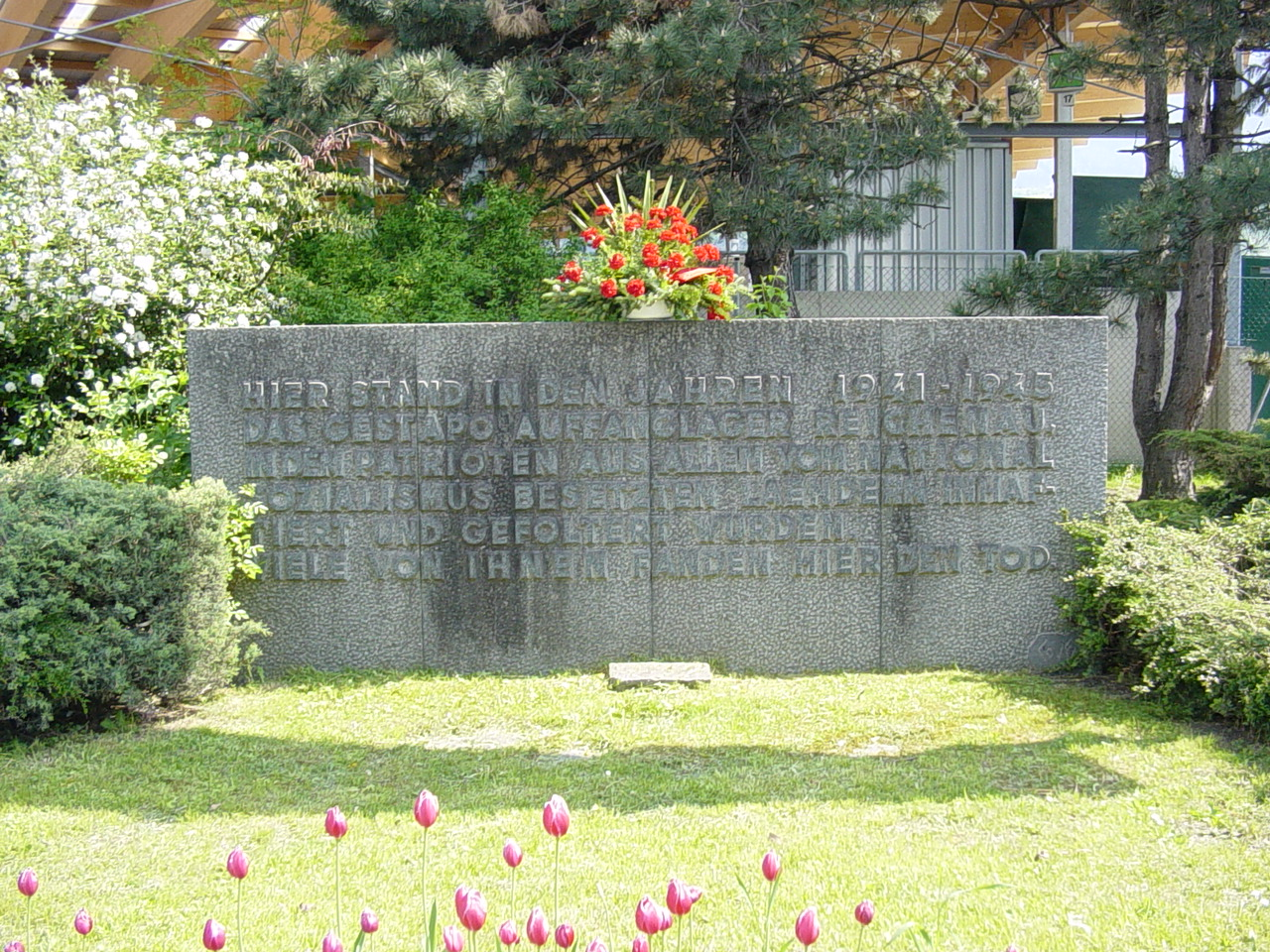
La stèle commémorative du camp de Reichenau.

Le camp de Reichenau a été érigé en Allemagne, en août 1941, dans la partie Est de la ville d'Innsbruck (quartier de Reichnau), sur instruction du Reichssicherheitshauptamt de Berlin, en collaboration avec le bureau fédéral du travail d'Innsbruck. Il s'agissait d'un « camp de rééducation par le travail » destiné aux prisonniers politiques arrêtés par la gestapo.
À partir de 1943, une partie du site sert de camp de transit pour les Juifs italiens déportés vers la Pologne.
Vers 1944 le camp devint une annexe de Dachau .
Environ 8 000 personnes ont été détenues ; et beaucoup ont été tuées ou sont mortes des suites de mauvais traitements. 
Fin mars 1945 le camp est fermé et ses archives brûlées par les allemands.
Les derniers détenus sont transférés au camp-prison de Hof.
Depuis 1972, une stèle célèbre le souvenir des victimes du camp de Reichenau.